# Medalistki igrzysk olimpijskich w lekkoatletyce
Poniższe tabele przedstawiają medalistki igrzysk olimpijskich w lekkoatletyce
Zobacz też: medaliści igrzysk olimpijskich w lekkoatletyce.
Uwaga: kody państw używane w poniższej tabeli znaleźć można tutaj.

## Indeks
Konkurencje lekkoatletyczne (konkurencje rozgrywane współcześnie zaznaczono pogrubioną czcionką):
- biegi płaskie:
  - biegi krótkie: 100 m – 200 m – 400 m
  - biegi średnie: 800 m – 1500 m
  - biegi długie: 3000 m – 5000 m – 10 000 m – maraton
- biegi przez płotki: 80 m ppł – 100 m ppł – 400 m ppł
- biegi sztafetowe: 4 × 100 m – 4 × 400 m – 4 × 400 m mieszana
- chody sportowe: 10 km – 20 km – sztafeta mieszana na dystansie maratonu
- skoki: wzwyż – o tyczce – w dal – trójskok
- rzuty: kula – dysk – młot – oszczep
- wieloboje: pięciobój – siedmiobój

## bieg na 100 m
| rok     | złoto                    | srebro                                    | brąz                           |
| ------- | ------------------------ | ----------------------------------------- | ------------------------------ |
| IO 1928 | Betty Robinson           | Fanny Rosenfeld                           | Ethel Smith                    |
| IO 1932 | Stanisława Walasiewicz   | Hilda Strike                              | Wilhelmina von Bremen          |
| IO 1936 | Helen Stephens           | Stanisława Walasiewicz                    | Käthe Krauß                    |
| IO 1948 | Fanny Blankers-Koen      | Dorothy Manley                            | Shirley Strickland             |
| IO 1952 | Marjorie Jackson         | Daphne Hasenjäger                         | Shirley Strickland de la Hunty |
| IO 1956 | Betty Cuthbert           | Christa Stubnick                          | Marlene Mathews                |
| IO 1960 | Wilma Rudolph            | Dorothy Hyman                             | Giuseppina Leone               |
| IO 1964 | Wyomia Tyus              | Edith McGuire                             | Ewa Kłobukowska                |
| IO 1968 | Wyomia Tyus              | Barbara Ferrell                           | Irena Szewińska                |
| IO 1972 | Renate Stecher           | Raelene Boyle                             | Silvia Chivás                  |
| IO 1976 | Annegret Richter         | Renate Stecher                            | Inge Helten                    |
| IO 1980 | Ludmiła Kondratjewa      | Marlies Göhr                              | Ingrid Auerswald               |
| IO 1984 | Evelyn Ashford           | Alice Brown                               | Merlene Ottey                  |
| IO 1988 | Florence Griffith-Joyner | Evelyn Ashford                            | Heike Drechsler                |
| IO 1992 | Gail Devers              | Juliet Cuthbert                           | Irina Priwałowa                |
| IO 1996 | Gail Devers              | Merlene Ottey                             | Gwen Torrence                  |
| IO 2000 | –                        | Ekaterini Tanu Tayna Lawrence             | Merlene Ottey                  |
| IO 2004 | Julija Nieściarenka      | Lauryn Williams                           | Veronica Campbell              |
| IO 2008 | Shelly-Ann Fraser        | Sherone Simpson Kerron Stewart (ex aequo) |                                |
| IO 2012 | Shelly-Ann Fraser-Pryce  | Carmelita Jeter                           | Veronica Campbell-Brown        |
| IO 2016 | Elaine Thompson          | Tori Bowie                                | Shelly-Ann Fraser-Pryce        |
| IO 2020 | Elaine Thompson-Herah    | Shelly-Ann Fraser-Pryce                   | Shericka Jackson               |
| IO 2024 | Julien Alfred            | Sha’Carri Richardson                      | Melissa Jefferson              |

## bieg na 200 m
| rok     | złoto                    | srebro                  | brąz                 |
| ------- | ------------------------ | ----------------------- | -------------------- |
| IO 1948 | Fanny Blankers-Koen      | Audrey Williamson       | Audrey Patterson     |
| IO 1952 | Marjorie Jackson         | Puck Brouwer            | Nadieżda Chnykina    |
| IO 1956 | Betty Cuthbert           | Christa Stubnick        | Marlene Mathews      |
| IO 1960 | Wilma Rudolph            | Jutta Heine             | Dorothy Hyman        |
| IO 1964 | Edith McGuire            | Irena Kirszenstein      | Marilyn Black        |
| IO 1968 | Irena Szewińska          | Raelene Boyle           | Jennifer Lamy        |
| IO 1972 | Renate Stecher           | Raelene Boyle           | Irena Szewińska      |
| IO 1976 | Bärbel Eckert            | Annegret Richter        | Renate Stecher       |
| IO 1980 | Bärbel Wöckel            | Natalja Boczina         | Merlene Ottey        |
| IO 1984 | Valerie Brisco-Hooks     | Florence Griffith       | Merlene Ottey        |
| IO 1988 | Florence Griffith-Joyner | Grace Jackson           | Heike Drechsler      |
| IO 1992 | Gwen Torrence            | Juliet Cuthbert         | Merlene Ottey        |
| IO 1996 | Marie-José Pérec         | Merlene Ottey           | Mary Onyali-Omagbemi |
| IO 2000 | Pauline Davis-Thompson   | Susanthika Jayasinghe   | Beverly McDonald     |
| IO 2004 | Veronica Campbell        | Allyson Felix           | Debbie Ferguson      |
| IO 2008 | Veronica Campbell-Brown  | Allyson Felix           | Kerron Stewart       |
| IO 2012 | Allyson Felix            | Shelly-Ann Fraser-Pryce | Carmelita Jeter      |
| IO 2016 | Elaine Thompson          | Dafne Schippers         | Tori Bowie           |
| IO 2020 | Elaine Thompson-Herah    | Christine Mboma         | Gabrielle Thomas     |
| IO 2024 | Gabrielle Thomas         | Julien Alfred           | Brittany Brown       |

## bieg na 400 m
| rok     | złoto                    | srebro                | brąz                |
| ------- | ------------------------ | --------------------- | ------------------- |
| IO 1964 | Betty Cuthbert           | Ann Packer            | Judy Amoore         |
| IO 1968 | Colette Besson           | Lillian Board         | Natalia Czistiakowa |
| IO 1972 | Monika Zehrt             | Rita Wilden           | Kathy Hammond       |
| IO 1976 | Irena Szewińska          | Christina Brehmer     | Ellen Streidt       |
| IO 1980 | Marita Koch              | Jarmila Kratochvílová | Christina Lathan    |
| IO 1984 | Valerie Brisco-Hooks     | Chandra Cheeseborough | Kathy Cook          |
| IO 1988 | Olha Bryzhina            | Petra Müller          | Olga Nazarowa       |
| IO 1992 | Marie-José Pérec         | Olha Bryzhina (WNP)   | Ximena Restrepo     |
| IO 1996 | Marie-José Pérec         | Cathy Freeman         | Falilat Ogunkoya    |
| IO 2000 | Cathy Freeman            | Lorraine Graham       | Katharine Merry     |
| IO 2004 | Tonique Williams-Darling | Ana Guevara           | Natalja Antiuch     |
| IO 2008 | Christine Ohuruogu       | Shericka Williams     | Sanya Richards-Ross |
| IO 2012 | Sanya Richards-Ross      | Christine Ohuruogu    | DeeDee Trotter      |
| IO 2016 | Shaunae Miller           | Allyson Felix         | Shericka Jackson    |
| IO 2020 | Shaunae Miller-Uibo      | Marileidy Paulino     | Allyson Felix       |
| IO 2024 | Marileidy Paulino        | Salwa Eid Naser       | Natalia Kaczmarek   |

## bieg na 800 m
| rok     | złoto                 | srebro                   | brąz                 |
| ------- | --------------------- | ------------------------ | -------------------- |
| IO 1928 | Lina Radke            | Kinue Hitomi             | Inga Gentzel         |
| IO 1960 | Ludmiła Szewcowa      | Brenda Jones             | Ursula Donath        |
| IO 1964 | Ann Packer            | Maryvonne Dupureur       | Marise Chamberlain   |
| IO 1968 | Madeline Manning      | Ileana Silai             | Mia Gommers          |
| IO 1972 | Hildegard Falck       | Nijolė Sabaitė           | Gunhild Hoffmeister  |
| IO 1976 | Tatjana Kazankina     | Nikolina Szterewa        | Elfi Zinn            |
| IO 1980 | Nadieżda Olizarenko   | Olga Miniejewa           | Tatjana Prowidochina |
| IO 1984 | Doina Melinte         | Kim Gallagher            | Fiţa Lovin           |
| IO 1988 | Sigrun Wodars         | Christine Wachtel        | Kim Gallagher        |
| IO 1992 | Ellen van Langen      | Lilija Nurutdinowa (WNP) | Ana Fidelia Quirot   |
| IO 1996 | Swietłana Mastierkowa | Ana Fidelia Quirot       | Maria Mutola         |
| IO 2000 | Maria Mutola          | Stephanie Graf           | Kelly Holmes         |
| IO 2004 | Kelly Holmes          | Hasna Benhassi           | Jolanda Čeplak       |
| IO 2008 | Pamela Jelimo         | Janeth Jepkosgei         | Hasna Benhassi       |
| IO 2012 | Caster Semenya        | Jekatierina Poistogowa   | Pamela Jelimo        |
| IO 2016 | Caster Semenya        | Francine Niyonsaba       | Margaret Wambui      |
| IO 2020 | Athing Mu             | Keely Hodgkinson         | Raevyn Rogers        |
| IO 2024 | Keely Hodgkinson      | Tsige Duguma             | Mary Moraa           |

W 2012 zwyciężyła Marija Sawinowa, która następnie utraciła medal z powodu dopingu.

## bieg na 1500 m
| rok     | złoto                 | srebro                  | brąz                |
| ------- | --------------------- | ----------------------- | ------------------- |
| IO 1972 | Ludmiła Bragina       | Gunhild Hoffmeister     | Paola Pigni-Cacchi  |
| IO 1976 | Tatjana Kazankina     | Gunhild Hoffmeister     | Ulrike Klapezynski  |
| IO 1980 | Tatjana Kazankina     | Christiane Wartenberg   | Nadieżda Olizarenko |
| IO 1984 | Gabriella Dorio       | Doina Melinte           | Maricica Puică      |
| IO 1988 | Paula Ivan            | Laimutė Baikauskaitė    | Tetiana Samolenko   |
| IO 1992 | Hasiba Bu-l-Marka     | Ludmiła Rogaczowa (WNP) | Qu Yunxia           |
| IO 1996 | Swietłana Mastierkowa | Gabriela Szabó          | Theresia Kiesl      |
| IO 2000 | Nouria Mérah-Benida   | Violeta Szekely         | Gabriela Szabó      |
| IO 2004 | Kelly Holmes          | Tatjana Tomaszowa       | Maria Cioncan       |
| IO 2008 | Nancy Langat          | Iryna Liszczynśka       | Natalija Tobias     |
| IO 2012 | –                     | Gamze Bulut             | Maryam Yusuf Jamal  |
| IO 2016 | Faith Kipyegon        | Genzebe Dibaba          | Jennifer Simpson    |
| IO 2020 | Faith Kipyegon        | Laura Muir              | Sifan Hassan        |
| IO 2024 | Faith Kipyegon        | Jessica Hull            | Georgia Bell        |

## bieg na 3000 m
| rok     | złoto                 | srebro                   | brąz            |
| ------- | --------------------- | ------------------------ | --------------- |
| IO 1984 | Maricica Puică        | Wendy Sly                | Lynn Williams   |
| IO 1988 | Tetiana Samolenko     | Paula Ivan               | Yvonne Murray   |
| IO 1992 | Jelena Romanowa (WNP) | Tetiana Dorowśkych (WNP) | Angela Chalmers |

## bieg na 5000 m
| rok     | złoto            | srebro            | brąz            |
| ------- | ---------------- | ----------------- | --------------- |
| IO 1996 | Wang Junxia      | Pauline Konga     | Roberta Brunet  |
| IO 2000 | Gabriela Szabó   | Sonia O’Sullivan  | Gete Wami       |
| IO 2004 | Meseret Defar    | Isabella Ochichi  | Tirunesh Dibaba |
| IO 2008 | Tirunesh Dibaba  | Elvan Abeylegesse | Meseret Defar   |
| IO 2012 | Meseret Defar    | Vivian Cheruiyot  | Tirunesh Dibaba |
| IO 2016 | Vivian Cheruiyot | Hellen Obiri      | Almaz Ayana     |
| IO 2020 | Sifan Hassan     | Hellen Obiri      | Gudaf Tsegay    |
| IO 2024 | Beatrice Chebet  | Faith Kipyegon    | Sifan Hassan    |

## bieg na 10 000 m
| rok     | złoto            | srebro             | brąz             |
| ------- | ---------------- | ------------------ | ---------------- |
| IO 1988 | Olga Bondarienko | Liz McColgan       | Ołena Żupijewa   |
| IO 1992 | Derartu Tulu     | Elana Meyer        | Lynn Jennings    |
| IO 1996 | Fernanda Ribeiro | Wang Junxia        | Gete Wami        |
| IO 2000 | Derartu Tulu     | Gete Wami          | Fernanda Ribeiro |
| IO 2004 | Xing Huina       | Ejegayehu Dibaba   | Derartu Tulu     |
| IO 2008 | Tirunesh Dibaba  | Elvan Abeylegesse  | Shalane Flanagan |
| IO 2012 | Tirunesh Dibaba  | Sally Kipyego      | Vivian Cheruiyot |
| IO 2016 | Almaz Ayana      | Vivian Cheruiyot   | Tirunesh Dibaba  |
| IO 2020 | Sifan Hassan     | Kalkidan Gezahegne | Letesenbet Gidey |
| IO 2024 | Beatrice Chebet  | Nadia Battocletti  | Sifan Hassan     |

## maraton
| rok     | złoto                    | srebro             | brąz             |
| ------- | ------------------------ | ------------------ | ---------------- |
| IO 1984 | Joan Benoit              | Grete Waitz        | Rosa Mota        |
| IO 1988 | Rosa Mota                | Lisa Martin        | Katrin Dörre     |
| IO 1992 | Walentina Jegorowa (WNP) | Yūko Arimori       | Lorraine Moller  |
| IO 1996 | Fatuma Roba              | Walentina Jegorowa | Yūko Arimori     |
| IO 2000 | Naoko Takahashi          | Lidia Șimon        | Joyce Chepchumba |
| IO 2004 | Mizuki Noguchi           | Catherine Ndereba  | Deena Kastor     |
| IO 2008 | Constantina Tomescu      | Catherine Ndereba  | Zhou Chunxiu     |
| IO 2012 | Tiki Gelana              | Priscah Jeptoo     | Tatjana Pietrowa |
| IO 2016 | Jemima Sumgong           | Eunice Kirwa       | Mare Dibaba      |
| IO 2020 | Peres Jechirchir         | Brigid Kosgei      | Molly Seidel     |
| IO 2024 | Sifan Hassan             | Tigst Assefa       | Hellen Obiri     |

## bieg na 80 m przez płotki
| rok     | złoto                          | srebro           | brąz               |
| ------- | ------------------------------ | ---------------- | ------------------ |
| IO 1932 | Babe Didrikson                 | Evelyne Hall     | Marjorie Clark     |
| IO 1936 | Trebisonda Valla               | Anni Steuer      | Elizabeth Taylor   |
| IO 1948 | Fanny Blankers-Koen            | Maureen Gardner  | Shirley Strickland |
| IO 1952 | Shirley Strickland de la Hunty | Maria Gołubnicza | Maria Sander       |
| IO 1956 | Shirley Strickland de la Hunty | Gisela Köhler    | Norma Thrower      |
| IO 1960 | Irina Press                    | Carole Quinton   | Gisela Birkemeyer  |
| IO 1964 | Karin Balzer                   | Teresa Ciepły    | Pamela Kilborn     |
| IO 1968 | Maureen Caird                  | Pamela Kilborn   | Chi Cheng          |

## bieg na 100 m przez płotki
| rok     | złoto                   | srebro              | brąz                          |
| ------- | ----------------------- | ------------------- | ----------------------------- |
| IO 1972 | Annelie Ehrhardt        | Valeria Bufanu      | Karin Balzer                  |
| IO 1976 | Johanna Schaller        | Tatjana Anisimowa   | Natalja Lebiediewa            |
| IO 1980 | Wiera Komisowa          | Johanna Klier       | Lucyna Langer                 |
| IO 1984 | Benita Fitzgerald-Brown | Shirley Strong      | Michèle Chardonnet Kim Turner |
| IO 1988 | Jordanka Donkowa        | Gloria Siebert      | Claudia Zackiewicz            |
| IO 1992 | Wula Patulidu           | LaVonna Martin      | Jordanka Donkowa              |
| IO 1996 | Ludmiła Engquist        | Brigita Bukovec     | Patricia Girard-Léno          |
| IO 2000 | Olga Szyszygina         | Glory Alozie        | Melissa Morrison              |
| IO 2004 | Joanna Hayes            | Ołena Krasowśka     | Melissa Morrison              |
| IO 2008 | Dawn Harper             | Sally McLellan      | Priscilla Lopes-Schliep       |
| IO 2012 | Sally Pearson           | Dawn Harper         | Kellie Wells                  |
| IO 2016 | Brianna Rollins         | Nia Ali             | Kristi Castlin                |
| IO 2020 | Jasmine Camacho-Quinn   | Kendra Harrison     | Megan Tapper                  |
| IO 2024 | Masai Russell           | Cyréna Samba-Mayela | Jasmine Camacho-Quinn         |

## bieg na 400 m przez płotki
| rok     | złoto                     | srebro                  | brąz                        |
| ------- | ------------------------- | ----------------------- | --------------------------- |
| IO 1984 | Nawal El Moutawakel       | Judi Brown              | Cristieana Cojocaru         |
| IO 1988 | Debbie Flintoff-King      | Tatjana Ledowska        | Ellen Fiedler               |
| IO 1992 | Sally Gunnell             | Sandra Farmer-Patrick   | Janeene Vickers             |
| IO 1996 | Deon Hemmings             | Kim Batten              | Tonja Buford-Bailey         |
| IO 2000 | Irina Priwałowa           | Deon Hemmings           | Nezha Bidouane              |
| IO 2004 | Fani Chalkia              | Ionela Târlea-Manolache | Tetiana Tereszczuk-Antipowa |
| IO 2008 | Melaine Walker            | Sheena Tosta            | Tasha Danvers               |
| IO 2012 | Natalja Antiuch           | Lashinda Demus          | Zuzana Hejnová              |
| IO 2016 | Dalilah Muhammad          | Sara Petersen           | Ashley Spencer              |
| IO 2020 | Sydney McLaughlin         | Dalilah Muhammad        | Femke Bol                   |
| IO 2024 | Sydney McLaughlin-Levrone | Anna Cockrell           | Femke Bol                   |

## bieg na 3000 m z przeszkodami
| rok     | złoto                    | srebro            | brąz                 |
| ------- | ------------------------ | ----------------- | -------------------- |
| IO 2008 | Gulnara Samitowa-Gałkina | Eunice Jepkorir   | Tatjana Pietrowa     |
| IO 2012 | Habiba Ghribi            | Sofia Assefa      | Milcah Chemos Cheywa |
| IO 2016 | Ruth Jebet               | Hyvin Jepkemoi    | Emma Coburn          |
| IO 2020 | Peruth Chemutai          | Courtney Frerichs | Hyvin Jepkemoi       |
| IO 2024 | Winfred Yavi             | Peruth Chemutai   | Faith Cherotich      |

- W 2008 roku trzecie miejsce zajęła Jekatierina Wołkowa, która następnie utraciła medal z powodu dopingu.

## sztafeta 4 × 100 m
| rok     | złoto | srebro | brąz |
| ------- | --- | --- | --- |
| IO 1928 | Kanada · Fanny Rosenfeld · Ethel Smith · Florence Bell · Myrtle Cook                                                               | Stany Zjednoczone · Mary Washburn · Jessie Cross · Loretta McNeil · Betty Robinson                                                                             | Niemcy · Rosa Kellner · Helene Schmidt · Anni Holdmann · Helene Junker                                             |
| IO 1932 | Stany Zjednoczone · Mary Carew · Evelyn Furtsch · Annette Rogers · Wilhelmina von Bremen                                           | Kanada · Mildred Fizzell · Lillian Palmer · Mary Frizzell · Hilda Strike                                                                                       | Wielka Brytania · Eileen Hiscock · Gwendoline Porter · Violet Webb · Nellie Halstead                               |
| IO 1936 | Stany Zjednoczone · Harriet Bland · Annette Rogers · Betty Robinson · Helen Stephens                                               | Wielka Brytania · Eileen Hiscock · Violet Olney · Audrey Brown · Barbara Burke                                                                                 | Kanada · Dorothy Brookshaw · Mildred Dolson · Hilda Cameron · Aileen Meagher                                       |
| IO 1948 | Holandia · Xenia Stad-de Jong · Nettie Witziers-Timmer · Gerda van der Kade-Koudijs · Fanny Blankers-Koen                          | Australia · Shirley Strickland · June Ferguson · Betty McKinnon · Joyce King                                                                                   | Kanada · Viola Myers · Nancy Mackay · Diane Foster · Patricia Jones                                                |
| IO 1952 | Stany Zjednoczone · Mae Faggs · Barbara Jones · Janet Moreau · Catherine Hardy                                                     | Niemcy · Ursula Knab · Maria Sander · Helga Klein · Marga Petersen                                                                                             | Wielka Brytania · Sylvia Cheeseman · June Foulds · Jean Desforges · Heather Armitage                               |
| IO 1956 | Australia · Shirley Strickland · Norma Croker · Fleur Mellor · Betty Cuthbert                                                      | Wielka Brytania · Anne Pashley · Jean Scrivens · June Foulds · Heather Armitage                                                                                | Stany Zjednoczone · Mae Faggs · Margaret Matthews · Wilma Rudolph · Isabelle Daniels                               |
| IO 1960 | Stany Zjednoczone · Martha Hudson · Lucinda Williams · Barbara Jones · Wilma Rudolph                                               | Niemcy · Martha Langbein · Anni Biechl · Brunhilde Hendrix · Jutta Heine                                                                                       | Polska · Teresa Wieczorek · Barbara Janiszewska · Celina Jesionowska · Halina Richter                              |
| IO 1964 | Polska · Teresa Ciepły · Irena Kirszenstein · Halina Górecka · Ewa Kłobukowska                                                     | Stany Zjednoczone · Willye White · Wyomia Tyus · Marilyn White · Edith McGuire                                                                                 | Wielka Brytania · Janet Simpson · Mary Rand · Daphne Arden · Dorothy Hyman                                         |
| IO 1968 | Stany Zjednoczone · Barbara Ferrell · Margaret Bailes · Mildrette Netter · Wyomia Tyus                                             | Kuba · Marlene Elejalde · Fulgencia Romay · Violeta Quesada · Miguelina Cobián                                                                                 | ZSRR · Ludmiła Żarkowa · Galina Bucharina · Wira Popkowa · Ludmiła Samotiosowa                                     |
| IO 1972 | RFN · Christiane Krause · Ingrid Mickler · Annegret Richter · Heide Rosendahl                                                      | NRD · Evelin Kaufer · Christina Heinich · Bärbel Struppert · Renate Stecher                                                                                    | Kuba · Marlene Elejalde · Carmen Valdés · Fulgencia Romay · Silvia Chivás                                          |
| IO 1976 | NRD · Marlies Oelsner · Renate Stecher · Carla Bodendorf · Bärbel Eckert                                                           | RFN · Elvira Possekel · Inge Helten · Annegret Richter · Annegret Kroniger                                                                                     | ZSRR · Tetiana Proroczenko · Ludmiła Masłakowa · Nadieżda Biesfamilna · Wiera Anisimowa                            |
| IO 1980 | NRD · Romy Müller · Bärbel Wöckel · Ingrid Auerswald · Marlies Göhr                                                                | ZSRR · Wiera Komisowa · Ludmiła Masłakowa · Wiera Anisimowa · Natalja Boczina                                                                                  | Wielka Brytania · Heather Hunte · Kathy Smallwood · Beverley Goddard · Sonia Lannaman                              |
| IO 1984 | Stany Zjednoczone · Alice Brown · Jeanette Bolden · Chandra Cheeseborough · Evelyn Ashford                                         | Kanada · Angela Bailey · Marita Payne · Angella Taylor · France Gareau                                                                                         | Wielka Brytania · Simmone Jacobs · Kathy Cook · Beverley Callender · Heather Oakes                                 |
| IO 1988 | Stany Zjednoczone · Alice Brown · Sheila Echols · Florence Griffith-Joyner · Evelyn Ashford                                        | NRD · Silke Möller · Kerstin Behrendt · Ingrid Auerswald · Marlies Göhr                                                                                        | ZSRR · Ludmiła Kondratjewa · Galina Malczugina · Marina Żyrowa · Natalia Pomoszcznikowa                            |
| IO 1992 | Stany Zjednoczone · Evelyn Ashford · Esther Jones · Carlette Guidry · Gwen Torrence                                                | WNP Olga Bogosłowska Galina Malczugina Marina Trandienkowa Irina Priwałowa                                                                                     | Nigeria · Beatrice Utondu · Faith Idehen · Christy Opara-Thompson · Mary Onyali-Omagbemi                           |
| IO 1996 | Stany Zjednoczone · Gail Devers · Inger Miller · Chryste Gaines · Gwen Torrence · Carlette Guidry (start w eliminacjach)           | Bahamy · Eldece Clarke-Lewis · Chandra Sturrup · Savatheda Fynes · Pauline Davis-Thompson                                                                      | Jamajka · Michelle Freeman · Juliet Cuthbert · Nikole Mitchell · Merlene Ottey                                     |
| IO 2000 | Bahamy · Savatheda Fynes · Chandra Sturrup · Pauline Davis-Thompson · Debbie Ferguson · Eldece Clarke-Lewis (start w eliminacjach) | Jamajka · Tayna Lawrence · Veronica Campbell · Beverly McDonald · Merlene Ottey · Merlene Frazer (start w eliminacjach)                                        | Francja · Linda Ferga-Khodadin · Muriel Hurtis · Fabé Dia · Christine Arron · Sandra Citté (start w eliminacjach)  |
| IO 2004 | Jamajka · Tayna Lawrence · Sherone Simpson · Aleen Bailey · Veronica Campbell · Beverly McDonald (start w eliminacjach)            | Rosja · Olga Fiodorowa · Julija Tabakowa · Irina Chabarowa · Łarisa Krugłowa                                                                                   | Francja · Véronique Mang · Muriel Hurtis · Sylviane Félix · Christine Arron                                        |
| IO 2008 | Belgia · Olivia Borlée · Hanna Mariën · Élodie Ouédraogo · Kim Gevaert                                                             | Nigeria · Franca Idoko · Gloria Kemasuode · Halimat Ismaila · Oludamola Osayomi                                                                                | Brazylia · Rosemar Coelho Neto · Lucimar de Moura · Thaissa Presti · Rosângela Santos                              |
| IO 2012 | Stany Zjednoczone · Tianna Madison · Allyson Felix · Bianca Knight · Carmelita Jeter                                               | Jamajka · Shelly-Ann Fraser-Pryce · Sherone Simpson · Veronica Campbell-Brown · Kerron Stewart                                                                 | Ukraina · Ołesia Powch · Chrystyna Stuj · Marija Riemień · Jelizaweta Bryzhina                                     |
| IO 2016 | Stany Zjednoczone · Tianna Bartoletta · Allyson Felix · English Gardner · Tori Bowie                                               | Jamajka · Christania Williams · Elaine Thompson · Veronica Campbell-Brown · Shelly-Ann Fraser-Pryce                                                            | Wielka Brytania · Asha Philip · Desiree Henry · Dina Asher-Smith · Daryll Neita                                    |
| IO 2020 | Jamajka · Briana Williams · Elaine Thompson-Herah · Shelly-Ann Fraser-Pryce · Shericka Jackson                                     | Stany Zjednoczone · Javianne Oliver · Teahna Daniels · Jenna Prandini · Gabrielle Thomas                                                                       | Wielka Brytania · Asha Philip · Imani Lansiquot · Dina Asher-Smith · Daryll Neita                                  |
| IO 2024 | Stany Zjednoczone · Melissa Jefferson · Twanisha Terry · Gabrielle Thomas · Sha’Carri Richardson                                   | Wielka Brytania · Dina Asher-Smith · Imani Lansiquot · Amy Hunt · Daryll Neita · Bianca Williams (start w eliminacjach) · Desiree Henry (start w eliminacjach) | Niemcy · Alexandra Burghardt · Lisa Mayer · Gina Lückenkemper · Rebekka Haase · Sophia Junk (start w eliminacjach) |

## sztafeta 4 × 400 m
| rok     | złoto                                                                                                 | srebro | brąz                                                                                       |
| ------- | --- | --- | ------------------------------------------------------------------------------------------ |
| IO 1972 | NRD · Dagmar Käsling · Rita Kühne · Helga Seidler · Monika Zehrt                                      | Stany Zjednoczone · Mable Fergerson · Madeline Manning · Cheryl Toussaint · Kathy Hammond                  | RFN · Anette Rückes · Inge Bödding · Hildegard Falck · Rita Wilden                         |
| IO 1976 | NRD · Doris Maletzki · Brigitte Rohde · Ellen Streidt · Christina Brehmer                             | Stany Zjednoczone · Debra Sapenter · Sheila Ingram · Pamela Jiles · Rosalyn Bryant                         | ZSRR · Inta Kļimoviča · Ludmyła Aksionowa · Natalja Sokołowa · Nadieżda Iljina             |
| IO 1980 | ZSRR · Tetiana Proroczenko · Tatjana Gojszczik · Nina Ziuśkowa · Irina Nazarowa                       | NRD · Gabriele Löwe · Barbara Krug · Christina Brehmer · Marita Koch                                       | Wielka Brytania · Linsey MacDonald · Michelle Probert · Joslyn Hoyte-Smith · Donna Hartley |
| IO 1984 | Stany Zjednoczone · Lillie Leatherwood · Sherri Howard · Valerie Brisco-Hooks · Chandra Cheeseborough | Kanada · Charmaine Crooks · Jillian Richardson · Molly Killingbeck · Marita Payne                          | RFN · Heike Schulte-Mattler · Ute Thimm · Heidi-Elke Gaugel · Gaby Bussmann                |
| IO 1988 | ZSRR · Tatjana Ledowska · Olga Nazarowa · Marija Pinigina · Olha Bryzhina                             | Stany Zjednoczone · Denean Howard · Diane Dixon · Valerie Brisco-Hooks · Florence Griffith-Joyner          | NRD · Dagmar Neubauer · Kirsten Emmelmann · Sabine Busch · Petra Müller                    |
| IO 1992 | WNP Jelena Ruzina Ludmiła Dżygałowa Olga Nazarowa Olha Bryzhina                                       | Stany Zjednoczone · Natasha Kaiser · Gwen Torrence · Jearl Miles · Rochelle Stevens                        | Wielka Brytania · Phylis Smith · Sandra Douglas · Jennifer Stoute · Sally Gunnell          |
| IO 1996 | Stany Zjednoczone · Rochelle Stevens · Maicel Malone · Kim Graham · Jearl Miles                       | Nigeria · Olabisi Afolabi · Fatima Yusuf · Charity Opara · Falilat Ogunkoya                                | Niemcy · Uta Rohländer · Linda Kisabaka · Anja Rücker · Grit Breuer                        |
| IO 2000 | Jamajka · Sandie Richards · Catherine Scott · Deon Hemmings · Lorraine Graham                         | Rosja · Julija Sotnikowa · Swietłana Gonczarienko · Olga Kotlarowa · Irina Priwałowa                       | Nigeria · Olabisi Afolabi · Charity Opara · Rosemary Okafor · Falilat Ogunkoya             |
| IO 2004 | Rosja · Olesia Krasnomowiec · Natalja Nazarowa · Olesia Zykina · Natalja Antiuch                      | Jamajka · Novlene Williams · Michelle Burgher · Nadia Davy · Sandie Richards                               | Wielka Brytania · Donna Fraser · Catherine Murphy · Christine Ohuruogu · Lee McConnell     |
| IO 2008 | Stany Zjednoczone · Mary Wineberg · Allyson Felix · Monique Henderson · Sanya Richards-Ross           | Rosja · Julija Guszczina · Ludmiła Litwinowa · Tatjana Firowa · Anastasija Kapaczinska                     | Jamajka · Shericka Williams · Shereefa Lloyd · Rosemarie Whyte · Novlene Williams          |
| IO 2012 | Stany Zjednoczone · DeeDee Trotter · Allyson Felix · Francena McCorory · Sanya Richards-Ross          | Rosja · Julija Guszczina · Antonina Kriwoszapka · Tatjana Firowa · Natalja Antiuch                         | Jamajka · Christine Day · Rosemarie Whyte · Shericka Williams · Novlene Williams-Mills     |
| IO 2016 | Stany Zjednoczone · Allyson Felix · Phyllis Francis · Natasha Hastings · Courtney Okolo               | Jamajka · Stephenie Ann McPherson · Anneisha McLaughlin-Whilby · Shericka Jackson · Novlene Williams-Mills | Wielka Brytania · Eilidh Doyle · Anyika Onuora · Emily Diamond · Christine Ohuruogu        |
| IO 2020 | Stany Zjednoczone · Sydney McLaughlin · Allyson Felix · Dalilah Muhammad · Athing Mu                  | Polska · Natalia Kaczmarek · Iga Baumgart-Witan · Małgorzata Hołub-Kowalik · Justyna Święty-Ersetic        | Jamajka · Roneisha McGregor · Janieve Russell · Shericka Jackson · Candice McLeod          |
| IO 2024 | Stany Zjednoczone · Shamier Little · Sydney McLaughlin-Levrone · Gabrielle Thomas · Alexis Holmes     | Lieke Klaver Cathelijn Peeters Lisanne de Witte Femke Bol                                                  | Wielka Brytania · Victoria Ohuruogu · Laviai Nielsen · Nicole Yeargin · Amber Anning       |

## sztafeta mieszana 4 × 400 metrów
| rok     | złoto                                                                                    | srebro                                                                                 | brąz                                                                                   |
| ------- | ---------------------------------------------------------------------------------------- | -------------------------------------------------------------------------------------- | -------------------------------------------------------------------------------------- |
| IO 2020 | Polska · Karol Zalewski · Natalia Kaczmarek · Justyna Święty-Ersetic · Kajetan Duszyński | Dominikana · Lidio Andrés Feliz · Marileidy Paulino · Anabel Medina · Alexander Ogando | Stany Zjednoczone · Trevor Stewart · Kendall Ellis · Kaylin Whitney · Vernon Norwood   |
| IO 2024 | Holandia · Eugene Omalla · Lieke Klaver · Isaya Klein Ikkink · Femke Bol                 | Stany Zjednoczone · Vernon Norwood · Shamier Little · Bryce Deadmon · Kaylyn Brown     | Wielka Brytania · Samuel Reardon · Laviai Nielson · Alex Haydock-Wilson · Amber Anning |

## chód na 10 km
| rok     | złoto             | srebro                  | brąz       |
| ------- | ----------------- | ----------------------- | ---------- |
| IO 1992 | Chen Yueling      | Jelena Nikołajewa (WNP) | Li Chunxiu |
| IO 1996 | Jelena Nikołajewa | Elisabetta Perrone      | Wang Yan   |

## chód na 20 km
| rok     | złoto               | srebro                   | brąz          |
| ------- | ------------------- | ------------------------ | ------------- |
| IO 2000 | Wang Liping         | Kjersti Plätzer          | María Vasco   |
| IO 2004 | Atanasia Tsumeleka  | Olimpiada Iwanowa        | Jane Saville  |
| IO 2008 | Olga Kaniskina      | Kjersti Plätzer          | Elisa Rigaudo |
| IO 2012 | Qieyang Shenjie     | Liu Hong                 | Lü Xiuzhi     |
| IO 2016 | Liu Hong            | María Guadalupe González | Lü Xiuzhi     |
| IO 2020 | Antonella Palmisano | Sandra Arenas            | Liu Hong      |
| IO 2024 | Yang Jiayu          | María Pérez              | Jemima Montag |

- W 2012 roku zwyciężyła Jelena Łaszmanowa, a srebrny medal zdobyła Olga Kaniskina, które utraciły medale z powodu dopingu.

## sztafeta mieszana w chodzie na dystansie maratonu
| rok     | złoto                                   | srebro                                   | brąz                                       |
| ------- | --------------------------------------- | ---------------------------------------- | ------------------------------------------ |
| IO 2024 | Hiszpania · Álvaro Martín · María Pérez | Ekwador · Brian Pintado · Glenda Morejón | Australia · Rhydian Cowley · Jemima Montag |

## skok wzwyż
| rok     | złoto                   | srebro                                 | brąz                                 |
| ------- | ----------------------- | -------------------------------------- | ------------------------------------ |
| IO 1928 | Ethel Catherwood        | Lien Gisolf                            | Mildred Wiley                        |
| IO 1932 | Jean Shiley             | Babe Didrikson                         | Eva Dawes                            |
| IO 1936 | Ibolya Csák             | Dorothy Odam                           | Elfriede Kaun                        |
| IO 1948 | Alice Coachman          | Dorothy Tyler                          | Micheline Ostermeyer                 |
| IO 1952 | Esther Brand            | Sheile Lerwill                         | Aleksandra Czudina                   |
| IO 1956 | Mildred McDaniel        | Thelma Hopkins Marija Pisariewa        |                                      |
| IO 1960 | Iolanda Balaș           | Jarosława Jóźwiakowska Dorothy Shirley |                                      |
| IO 1964 | Iolanda Balaș           | Michele Brown                          | Taisija Czenczik                     |
| IO 1968 | Miloslava Rezková       | Antonina Okorokowa                     | Wałentyna Kozyr                      |
| IO 1972 | Ulrike Meyfarth         | Jordanka Błagoewa                      | Ilona Gusenbauer                     |
| IO 1976 | Rosemarie Ackermann     | Sara Simeoni                           | Jordanka Błagoewa                    |
| IO 1980 | Sara Simeoni            | Urszula Kielan                         | Jutta Kirst                          |
| IO 1984 | Ulrike Meyfarth         | Sara Simeoni                           | Joni Huntley                         |
| IO 1988 | Louise Ritter           | Stefka Kostadinowa                     | Tamara Bykowa                        |
| IO 1992 | Heike Henkel            | Alina Astafei                          | Ioamnet Quintero                     |
| IO 1996 | Stefka Kostadinowa      | Niki Bakogianni                        | Inha Babakowa                        |
| IO 2000 | Jelena Jelesina         | Hestrie Cloete                         | Kajsa Bergqvist Oana Pantelimon      |
| IO 2004 | Jelena Slesarienko      | Hestrie Cloete                         | Wiktorija Stiopina                   |
| IO 2008 | Tia Hellebaut           | Blanka Vlašić                          | Anna Cziczerowa                      |
| IO 2012 | Anna Cziczerowa         | Brigetta Barrett                       | Ruth Beitia                          |
| IO 2016 | Ruth Beitia             | Mireła Demirewa                        | Blanka Vlašić                        |
| IO 2020 | Marija Łasickiene (ROC) | Nicola McDermott                       | Jarosława Mahuczich                  |
| IO 2024 | Jarosława Mahuczich     | Nicola Olyslagers                      | Irina Heraszczenko Eleanor Patterson |

## skok o tyczce
| rok     | złoto               | srebro                  | brąz                 |
| ------- | ------------------- | ----------------------- | -------------------- |
| IO 2000 | Stacy Dragila       | Tatiana Grigorieva      | Vala Flosadóttir     |
| IO 2004 | Jelena Isinbajewa   | Swietłana Fieofanowa    | Anna Rogowska        |
| IO 2008 | Jelena Isinbajewa   | Jennifer Stuczynski     | Swietłana Fieofanowa |
| IO 2012 | Jennifer Suhr       | Yarisley Silva          | Jelena Isinbajewa    |
| IO 2016 | Ekaterini Stefanidi | Sandi Morris            | Eliza McCartney      |
| IO 2020 | Katie Nageotte      | Anżelika Sidorowa (ROC) | Holly Bradshaw       |
| IO 2024 | Nina Kennedy        | Katie Moon              | Alysha Newman        |

## skok w dal
| rok     | złoto                   | srebro              | brąz                 |
| ------- | ----------------------- | ------------------- | -------------------- |
| IO 1948 | Olga Gyarmati           | Noemí Simonetto     | Ann-Britt Leyman     |
| IO 1952 | Yvette Williams         | Aleksandra Czudina  | Shirley Cawley       |
| IO 1956 | Elżbieta Krzesińska     | Willye White        | Nadieżda Dwaliszwili |
| IO 1960 | Wira Krepkina           | Elżbieta Krzesińska | Hildrun Claus        |
| IO 1964 | Mary Rand               | Irena Kirszenstein  | Tatjana Szczełkanowa |
| IO 1968 | Viorica Viscopoleanu    | Sheila Sherwood     | Tatjana Tałyszewa    |
| IO 1972 | Heide Rosendahl         | Diana Jorgowa       | Eva Šuranová         |
| IO 1976 | Angela Voigt            | Kathy McMillan      | Lidija Ałfiejewa     |
| IO 1980 | Tatjana Kołpakowa       | Brigitte Wujak      | Tetiana Skaczko      |
| IO 1984 | Anișoara Cușmir-Stanciu | Vali Ionescu        | Sue Hearnshaw        |
| IO 1988 | Jackie Joyner-Kersee    | Heike Drechsler     | Galina Czistiakowa   |
| IO 1992 | Heike Drechsler         | Inesa Kraweć (WNP)  | Jackie Joyner-Kersee |
| IO 1996 | Chioma Ajunwa           | Fiona May           | Jackie Joyner-Kersee |
| IO 2000 | Heike Drechsler         | Fiona May           | Tatjana Kotowa       |
| IO 2004 | Tatjana Lebiediewa      | Irina Simagina      | Tatjana Kotowa       |
| IO 2008 | Maurren Maggi           | Blessing Okagbare   | Chelsea Hammond      |
| IO 2012 | Brittney Reese          | Jelena Sokołowa     | Janay DeLoach        |
| IO 2016 | Tianna Bartoletta       | Brittney Reese      | Ivana Španović       |
| IO 2020 | Malaika Mihambo         | Brittney Reese      | Ese Brume            |
| IO 2024 | Tara Davis-Woodhall     | Malaika Mihambo     | Jasmine Moore        |

W 2000 trzecie miejsce zajęła Marion Jones, która następnie utraciła medal z powodu dopingu.
W 2008 drugie miejsce zajęła Tatjana Lebiediewa, która następnie utraciła medal z powodu dopingu.

## trójskok
| rok     | złoto                  | srebro             | brąz               |
| ------- | ---------------------- | ------------------ | ------------------ |
| IO 1996 | Inesa Kraweć           | Inna Łasowska      | Šárka Kašpárková   |
| IO 2000 | Tereza Marinowa        | Tatjana Lebiediewa | Ołena Howorowa     |
| IO 2004 | Françoise Mbango Etone | Chrisopiji Dewedzi | Tatjana Lebiediewa |
| IO 2008 | Françoise Mbango Etone | Tatjana Lebiediewa | Chrisopiji Dewedzi |
| IO 2012 | Olga Rypakowa          | Caterine Ibargüen  | Olha Saładucha     |
| IO 2016 | Caterine Ibargüen      | Yulimar Rojas      | Olga Rypakowa      |
| IO 2020 | Yulimar Rojas          | Patrícia Mamona    | Ana Peleteiro      |
| IO 2024 | Thea LaFond            | Shanieka Ricketts  | Jasmine Moore      |

## pchnięcie kulą
| rok     | złoto                        | srebro               | brąz                 |
| ------- | ---------------------------- | -------------------- | -------------------- |
| IO 1948 | Micheline Ostermeyer         | Amelia Piccinini     | Ine Schäffer         |
| IO 1952 | Galina Zybina                | Marianne Werner      | Kławdija Toczonowa   |
| IO 1956 | Tamara Tyszkiewicz           | Galina Zybina        | Marianne Werner      |
| IO 1960 | Tamara Press                 | Johanna Lüttge       | Earlene Brown        |
| IO 1964 | Tamara Press                 | Renate Culmberger    | Galina Zybina        |
| IO 1968 | Margitta Gummel              | Marita Lange         | Nadieżda Cziżowa     |
| IO 1972 | Nadieżda Cziżowa             | Margitta Gummel      | Iwanka Christowa     |
| IO 1976 | Iwanka Christowa             | Nadieżda Cziżowa     | Helena Fibingerová   |
| IO 1980 | Ilona Slupianek              | Swietłana Kraczewska | Margitta Pufe        |
| IO 1984 | Claudia Losch                | Mihaela Loghin       | Gael Martin          |
| IO 1988 | Natalja Lisowska             | Kathrin Neimke       | Li Meisu             |
| IO 1992 | Swietłana Kriwielowa         | Huang Zhihong        | Kathrin Neimke       |
| IO 1996 | Astrid Kumbernuss            | Sui Xinmei           | Irina Chudoroszkina  |
| IO 2000 | Janina Karolczyk-Prawalinska | Łarisa Pieleszenko   | Astrid Kumbernuss    |
| IO 2004 | Yumileidi Cumbá              | Nadine Kleinert      | Swietłana Kriwielowa |
| IO 2008 | Valerie Vili                 | Natalla Michniewicz  | Nadzieja Astapczuk   |
| IO 2012 | Valerie Adams                | Jewgienija Kołodko   | Gong Lijiao          |
| IO 2016 | Michelle Carter              | Valerie Adams        | Anita Márton         |
| IO 2020 | Gong Lijiao                  | Raven Saunders       | Valerie Adams        |
| IO 2024 | Yemisi Ogunleye              | Maddi Wesche         | Song Jiayung         |

W 2012 zwyciężyła Nadzieja Astapczuk, która następnie utraciła medal z powodu dopingu.

## rzut dyskiem
| rok     | złoto                   | srebro                  | brąz                 |
| ------- | ----------------------- | ----------------------- | -------------------- |
| IO 1928 | Halina Konopacka        | Lillian Copeland        | Ruth Svedberg        |
| IO 1932 | Lillian Copeland        | Ruth Osburn             | Jadwiga Wajsówna     |
| IO 1936 | Gisela Mauermayer       | Jadwiga Wajsówna        | Paula Mollenhauer    |
| IO 1948 | Micheline Ostermeyer    | Edera Gentile           | Jacqueline Mazéas    |
| IO 1952 | Nina Romaszkowa         | Jelizawieta Bagriancewa | Nina Dumbadze        |
| IO 1956 | Olga Fikotová           | Irina Bieglakowa        | Nina Ponomariowa     |
| IO 1960 | Nina Ponomariowa        | Tamara Press            | Lia Manoliu          |
| IO 1964 | Tamara Press            | Ingrid Lotz             | Lia Manoliu          |
| IO 1968 | Lia Manoliu             | Liesel Westermann       | Jolán Kleiber        |
| IO 1972 | Faina Mielnik           | Argentina Menis         | Wasiłka Stoewa       |
| IO 1976 | Evelin Schlaak          | Maria Wergowa           | Gabriele Hinzmann    |
| IO 1980 | Evelin Jahl             | Maria Petkowa           | Tatjana Lesowa       |
| IO 1984 | Ria Stalman             | Leslie Deniz            | Florența Crăciunescu |
| IO 1988 | Martina Hellmann        | Diana Gansky            | Cwetanka Christowa   |
| IO 1992 | Maritza Martén          | Cwetanka Christowa      | Daniela Costian      |
| IO 1996 | Ilke Wyludda            | Natalja Sadowa          | Elina Zwierawa       |
| IO 2000 | Elina Zwierawa          | Anastasia Kielesidu     | Iryna Jatczanka      |
| IO 2004 | Natalja Sadowa          | Anastasia Kielesidu     | Iryna Jatczanka      |
| IO 2008 | Stephanie Brown Trafton | Yarelis Barrios         | Ołena Antonowa       |
| IO 2012 | Sandra Perković         | Darja Piszczalnikowa    | Li Yanfeng           |
| IO 2016 | Sandra Perković         | Mélina Robert-Michon    | Denia Caballero      |
| IO 2020 | Valarie Allman          | Kristin Pudenz          | Yaime Pérez          |
| IO 2024 | Valarie Allman          | Feng Bin                | Sandra Elkasević     |

## rzut młotem
| rok     | złoto              | srebro              | brąz             |
| ------- | ------------------ | ------------------- | ---------------- |
| IO 2000 | Kamila Skolimowska | Olga Kuzienkowa     | Kirsten Münchow  |
| IO 2004 | Olga Kuzienkowa    | Yipsi Moreno        | Yunaika Crawford |
| IO 2008 | Aksana Miańkowa    | Yipsi Moreno        | Zhang Wenxiu     |
| IO 2012 | Anita Włodarczyk   | Betty Heidler       | Zhang Wenxiu     |
| IO 2016 | Anita Włodarczyk   | Zhang Wenxiu        | Sophie Hitchon   |
| IO 2020 | Anita Włodarczyk   | Wang Zheng          | Malwina Kopron   |
| IO 2024 | Camryn Rogers      | Annette Echikunwoke | Zhao Lie         |

W 2012 zwyciężyła Tatjana Łysienko, która następnie utraciła medal z powodu dopingu.

## rzut oszczepem
| rok     | złoto             | srebro                   | brąz                |
| ------- | ----------------- | ------------------------ | ------------------- |
| IO 1932 | Babe Didrikson    | Ellen Braumüller         | Tilly Fleischer     |
| IO 1936 | Tilly Fleischer   | Luise Krüger             | Maria Kwaśniewska   |
| IO 1948 | Herma Bauma       | Kaisa Parviainen         | Lily Carlstedt      |
| IO 1952 | Dana Zátopková    | Aleksandra Czudina       | Jelena Gorczakowa   |
| IO 1956 | Inese Jaunzeme    | Marlene Ahrens           | Nadieżda Koniajewa  |
| IO 1960 | Elvīra Ozoliņa    | Dana Zátopková           | Birutė Kalėdienė    |
| IO 1964 | Mihaela Peneș     | Márta Rudas              | Jelena Gorczakowa   |
| IO 1968 | Angéla Németh     | Mihaela Peneș            | Eva Janko           |
| IO 1972 | Ruth Fuchs        | Jacqueline Todten        | Kate Schmidt        |
| IO 1976 | Ruth Fuchs        | Marion Becker            | Kate Schmidt        |
| IO 1980 | María Colón       | Saida Gunba              | Ute Hommola         |
| IO 1984 | Tessa Sanderson   | Tiina Lillak             | Fatima Whitbread    |
| IO 1988 | Petra Felke       | Fatima Whitbread         | Beate Koch          |
| IO 1992 | Silke Renk        | Natalja Szykolenko (WNP) | Karen Forkel        |
| IO 1996 | Heli Rantanen     | Louise McPaul            | Trine Hattestad     |
| IO 2000 | Trine Hattestad   | Mirella Tzelili          | Osleidys Menéndez   |
| IO 2004 | Osleidys Menéndez | Steffi Nerius            | Mirela Maniani      |
| IO 2008 | Barbora Špotáková | Marija Abakumowa         | Christina Obergföll |
| IO 2012 | Barbora Špotáková | Christina Obergföll      | Linda Stahl         |
| IO 2016 | Sara Kolak        | Sunette Viljoen          | Barbora Špotáková   |
| IO 2020 | Liu Shiying       | Maria Andrejczyk         | Kelsey-Lee Barber   |
| IO 2024 | Haruka Kitaguchi  | Jo-Ane van Dyk           | Nikola Ogrodníková  |

## pięciobój lekkoatletyczny
| rok     | złoto              | srebro              | brąz             |
| ------- | ------------------ | ------------------- | ---------------- |
| IO 1964 | Irina Press        | Mary Rand           | Galina Bystrowa  |
| IO 1968 | Ingrid Becker      | Liese Prokop        | Annamária Tóth   |
| IO 1972 | Mary Peters        | Heide Rosendahl     | Burglinde Pollak |
| IO 1976 | Siegrun Siegl      | Christine Laser     | Burglinde Pollak |
| IO 1980 | Nadieżda Tkaczenko | Olga Rukawisznikowa | Olga Kuragina    |

## siedmiobój lekkoatletyczny
| rok     | złoto                | srebro                    | brąz                  |
| ------- | -------------------- | ------------------------- | --------------------- |
| IO 1984 | Glynis Nunn          | Jackie Joyner             | Sabine Everts         |
| IO 1988 | Jackie Joyner-Kersee | Sabine John               | Anke Behmer           |
| IO 1992 | Jackie Joyner-Kersee | Irina Biełowa (WNP)       | Sabine Braun          |
| IO 1996 | Ghada Shouaa         | Natalla Sazanowicz        | Denise Lewis          |
| IO 2000 | Denise Lewis         | Jelena Prochorowa         | Natalla Sazanowicz    |
| IO 2004 | Carolina Klüft       | Austra Skujytė            | Kelly Sotherton       |
| IO 2008 | Natalija Dobrynska   | Hyleas Fountain           | Kelly Sotherton       |
| IO 2012 | Jessica Ennis        | Lilli Schwarzkopf         | Austra Skujytė        |
| IO 2016 | Nafissatou Thiam     | Jessica Ennis-Hill        | Brianne Theisen-Eaton |
| IO 2020 | Nafissatou Thiam     | Anouk Vetter              | Emma Oosterwegel      |
| IO 2024 | Nafissatou Thiam     | Katarina Johnson-Thompson | Noor Vidts            |

W 2008 i 2012 trzecie miejsce zajęła Tatjana Czernowa, która następnie utraciła medale z powodu dopingu.